# Chiesa di Sant'Andrea Apostolo (Vallelaghi)
La chiesa di Sant'Andrea Apostolo, nota anche come santuario della Madonna delle Grazie, è la parrocchiale a Terlago, frazione di Vallelaghi in Trentino. Risale al XII secolo.

## Storia

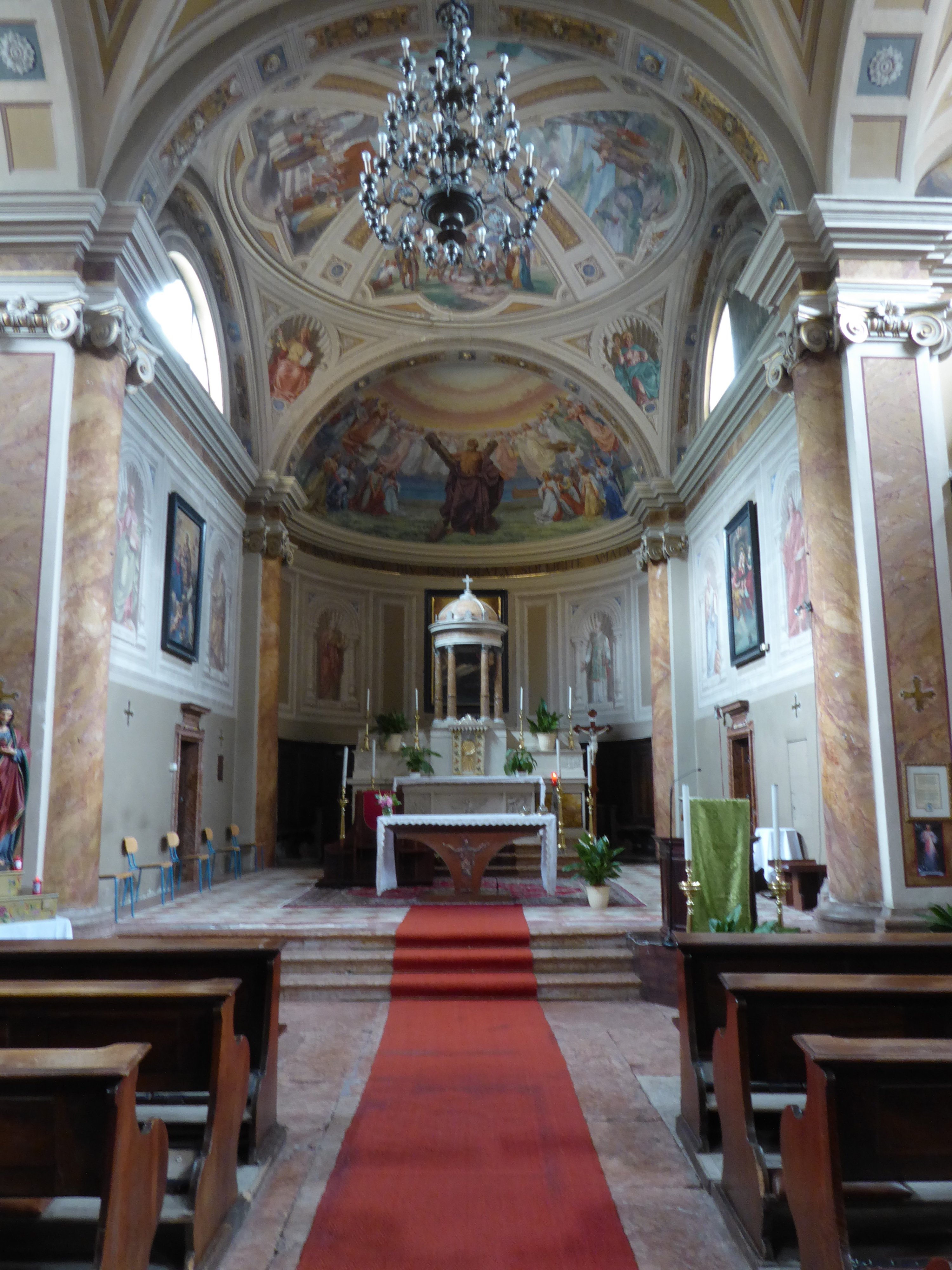
Interno

La chiesa di Sant'Andrea Apostolo a Terlago esisteva già nel XII secolo e venne ricordata per le prime volte nel 1183 e nel 1205.
Fu oggetto di numerosi interventi e ricostruzioni nel 1667, nel 1845, nel 1852, nel 1888 e nel 1909.
La chiesa venne consacrata con cerimonia solenne nel 1852.
Gli interventi decorativi più significativi si sono avuti nel 1909, quando Francesco Giustiniani dipinse pareti e volta presbiteriale oltre al catino absidale, e poi nel 1949, quando Vittorio Bertoldi dipinse le volte dalla sala.
Gli ultimi restauri conservativi sono stati realizzati nel 1984.

## Santuario della Madonna delle Grazie

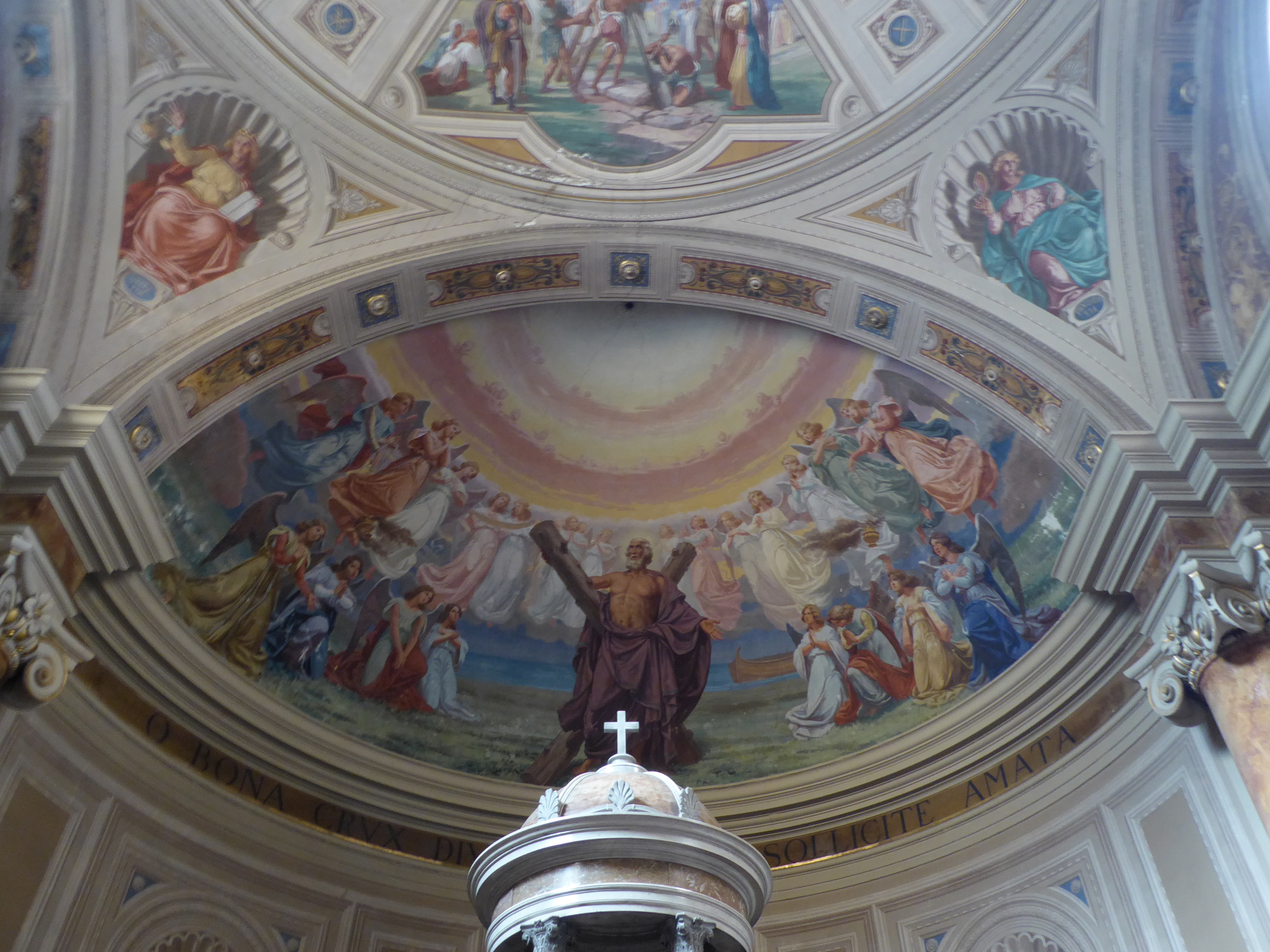
Affresco sul catino absidale raffigurante sant'Andrea

Nei secoli scorsi la chiesa è stata conosciuta in particolare per la presenza, al suo interno, della cappella dedicata alla Madonna delle Grazie, considerata un santuario mariano e meta di pellegrinaggi da tutto il territorio del Trentino. Conserva una pregevole statua in legno policroma del XV secolo della Madonna col Bambino.
Nella chiesa è conservata una statua della Madonna delle Grazie attribuita a Cornelis van der Beck.

## Descrizione
La chiesa si trova al centro dell'abitato, ed è orientata ad est. 
La grande facciata valorizza la sua parte centrale, col portale ed il frontone, grazie a due coppie di paraste che sembrano spostare su due piani diversi la sua superficie.
L'interno è ampio, a tre navate, decorate da dipinti murali.